# NGC 532
NGC 532 é uma galáxia espiral (Sab) localizada na direcção da constelação de Pisces. Possui uma declinação de +09° 15' 51" e uma ascensão recta de 1 horas, 25 minutos e 17,1 segundos.
A galáxia NGC 532 foi descoberta em 21 de Setembro de 1786 por William Herschel.